# قورباغه تپه
قورباغه تپه مربوط به دوران پیش از تاریخ ایران باستان - است و در صحنه، ۴۰۰ متری جنوب شهر واقع شده و این اثر در تاریخ ۱۸ خرداد ۱۳۸۴ با شمارهٔ ثبت ۱۱۸۳۷ به‌عنوان یکی از آثار ملی ایران به ثبت رسیده است.